# The Chief's Daughter (film 1911 Griffith)
The Chief's Daughter è un cortometraggio muto del 1911 diretto da David W. Griffith.

## Trama
Frank, un cercatore, si fidanza con la figlia di un capo indiano. Ma quando dall'Est arriva Susan, la sua fidanzata bianca, lui lascia la ragazza indiana. Quest'ultima cerca vendetta e alla fine, il cercatore perderà entrambe le donne.

## Produzione
Il film fu prodotto dalla Biograph Company.

## Distribuzione
Distribuito dalla Biograph Company, il film - un cortometraggio in una bobina - uscì nelle sale cinematografiche statunitensi il 10 aprile 1911.
Non si conoscono copie ancora esistenti della pellicola che viene considerata presumibilmente perduta.